# トニートニー・チョッパー
トニートニー・チョッパー（Tony Tony Chopper）は、尾田栄一郎の漫画『ONE PIECE』に登場する架空のキャラクター。

## 人物
海賊「麦わらの一味」船医。異名は「わたあめ大好きチョッパー」。ルフィの5人目の仲間。青い鼻のトナカイ。動物系悪魔の実「ヒトヒトの実」の能力者で、人獣型・人型・獣型に変形でき人語を話せる「人間トナカイ」。何でも治せる医者を目指している。「偉大なる航路（グランドライン）」のドラム島出身。一人称は「おれ」。
麦わらの一味における最年少者。年齢的に幼いため、性格は純粋無垢。異名の通り、大の甘党。医者としての知識・技術に加え、動物ゆえによく鼻が利き、動物の言語を理解し通訳を行う。人から褒められると照れ隠しで口が悪くなるが、素直すぎる性格から感情や嬉しさを隠すことが出来ずに顔面をデレデレに緩ませてしまう。見知らぬ人間相手には警戒心が強く、すぐ物陰に隠れる癖があるが、隠れる方向が逆で体の大半がはみ出てしまう。冬島であるドラム島生まれのため暑さに弱く、鼻が利くため香水などのキツイ匂いも苦手。基本的には争い事を好まず、ナミの怒った姿が大の苦手。
一味のメンバーではウソップと仲が良く、よく嘘に騙されたりコンビを組んだりしている。ウォーターセブン編でゴーイングメリー号の処遇を巡って一時決別した際、単身でウソップの説得を試みたり、彼が一味に復帰した際は泣いて喜ぶなど、その友情は固い。
普段は小柄な人獣型の姿をしている。人獣型はタヌキ、人型はゴリラによく間違えられる。人の能力を持っているが、トナカイなので人間の女の体や色気には基本的に興味が無く、ナミ、ロビンと一緒に入浴できる。一方で、モコモ公国で出会ったトナカイのミンク族の女性ミルキーにはメロメロになっていた。人獣形態の時は一味で最短身である。人型の身長は不明。
ドルトンが「医師として最高の技術と精神を受け継いだ」と評するように、命の尊さを誰よりも理解しており、傷ついた者はたとえ敵であっても分け隔てなく治療する。ドクトル・ホグバックやシーザー・クラウンといった非道な科学者や医者には強い怒りと嫌悪感を露わにする。
Dr.ヒルルクと出会って以降、彼やDr.くれはと学問・研究に従事していたが、技は全て自己流である。ルフィ達の仲間に加わってから数多の修羅場を医療技術でフォローして、仲間の危機を多く救ってきた。戦闘時はランブルボールを駆使することで高い戦闘力を発揮する。かつては能力者が故に拒絶されることを怖れて人間になろうともしていたが、自身を受け入れてくれたルフィのために本当の化け物になることを決意するようになる。
上記の通り医学には精通しているが、それ以外の事柄には疎い。また、ルフィ同様に騙されやすい性格である。
「トニートニー・チョッパー」という名前と、チョッパーが現在被っている帽子は、いずれもヒルルクから貰ったもの。ヒルルク曰く、名前の由来はトナカイであることと、木をも切り倒す立派な角を持っているから。左の角についている金具は、アミウダケ採取の際に折れてしまった角をDr.くれはが繋ぎとめた跡である。トレードマークの「×印」がついたピンクのシルクハットは、ヒルルクがチョッパーとの初めての喧嘩の仲直りの印としてプレゼントした物である。2年後の現在はバツ印の付いたピンクと水色の帽子を被っているが、これは元々被っていたシルクハットに水色の被り物をしているだけで、帽子を変えたわけではない。

## 関係者
Dr.ヒルルク
ドラム島に住んでいた医者。元は泥棒だったが、遠い異国で見た桜の花から受けた感動によって不治の病が治った奇跡の経験から改心し、人の命を救う医者を志した。しかし、肝心の医療技術が皆無だったため、人を不幸に陥れるやぶ医者として追われる身であった。
人間に襲われ重傷を負っていたチョッパーを保護し、「トニートニー・チョッパー」の名を与え、医者としての心を教えた。しかし、自身が余命僅かであることから、チョッパーを1度は拒絶する。ヒルルクが病に侵されていることを知ったチョッパーは万能薬と噂されるアミウダケをヒルルクのために取ってくる。しかし、アミウダケは猛毒の毒キノコであり、ヒルルクもそれを知っていたが、自身のためにボロボロになってまで取ってきてくれたチョッパーの気持ちに応え、アミウダケのスープを飲み干す。そして、ワポルの罠が待ち受けるドラム城に乗り込み処刑されそうになるが、悔いの無い人生を送れたことに満足しつつ、液体爆薬を飲み自ら命を絶った。彼の死を通じ、チョッパーは「万能薬（何でも治せる医者）」になるという夢を掲げることになる。チョッパーは「世界で一番偉大な医者」と敬意を払っている。
Dr.くれは
ドラム島に住む老女医で、チョッパーの師匠。チョッパーからは「ドクトリーヌ」と呼ばれている。
余命僅かなヒルルクからチョッパーを託され、ヒルルクの死後チョッパーを弟子に迎え、「医療技術の全て」を叩きこんだ。チョッパーがルフィ達と海に出ると宣言した際、表向きは猛烈に反対したが、チョッパーがそうすることを見越して、予め医療道具一式をソリに忍ばせていた。ヒルルクが長年研究し完成させていた奇跡の桜の開花を実現させ、満開に咲く雪の花びらと共に息子として育てたチョッパーの船出を見送った。
新世界編の世界会議では船医としてドルトンに同行しており、新聞で久しぶりにくれはの姿を見ることができたチョッパーは喜んでいた。

## 来歴

### 過去
ドラム島生まれ。青っ鼻のためにトナカイ達の間で仲間外れにされ、さらに「ヒトヒトの実」を食べて「人間トナカイ」となったことで、完全に仲間から追い立てられる。仲間を求め人里に下りるが、人間からも「化け物」として疎まれて迫害を受け続けてきた。人間から雪男と間違えられて攻撃され傷ついていた時、Dr.ヒルルクに助けられる。人間不信に陥っていたため、ヒルルクの治療を拒否し攻撃を仕掛けるが、極寒の中で真裸になってまで敵意のないことを示そうとするヒルルクを見て、心を開く。ヒルルクから「トナカイで木でも斬れ倒せそうな立派な角」を持っていたことに由来して「トニートニー・チョッパー」と名付けてもらい、後に帽子も貰った。そして、ヒルルクからドクロが不可能をものともしない「信念の象徴」であることを学んだ。
1年後、怪我が完治し、ヒルルクと共に暮らすことを望むが、余命僅かであり親しい者を失う悲しみを味わわせたくないと考えたヒルルクから突き放されてしまう。その後、ヒルルクが病身であることを知り、万能薬と噂される「アミウダケ」をボロボロの状態になりながら手に入れ、スープにしてヒルルクに飲ませる。しかし、アミウダケは口にすれば1時間で死に至るほどの猛毒を持つ毒キノコであり、チョッパーは「ドクロは信念の象徴」という教えから、図鑑に記載されていた毒性を示すドクロマークを万能薬の印と思い込んでいた。チョッパーはDr.くれはから、自分の犯した過ちと、ヒルルクが自分を気遣って何も言わずにスープを飲んでくれたことを知り、ドラム城に向かったヒルルクを追うが、ヒルルクはチョッパーの眼前で自ら命を絶ってしまう。
ヒルルクの死後、彼の遺志を継ぎ、どんな病気でも治せる「万能薬」のような医者になるべくDr.くれはに弟子入りを乞い、医術を学んだ。それと並行し、自身の能力を強化するため「ランブルボール」の開発研究も行っていた。
黒ひげ海賊団の襲撃によりワポルが国外に逃亡すると、ドラム城にヒルルクの墓標を立てるため、住まいをドラム城に移した。

### サバイバルの海 超新星編
アラバスタ編
ナミの病気を治すため、素手でドラムロックを登ってきたルフィ達を城に運び入れる。元ドラム王国国王ワポルが王政を復活させようとドラム城に帰還すると、それを阻止すべくワポル達に挑み、ワポルの能力で合体したチェスマーリモをランブルボールによる七段変型能力で撃破。ワポル撃退後、ルフィから一緒に海に出ようと誘われた際、トナカイでありバケモノである自分が人間の仲間になることはできないと一度は誘いを拒むが、ルフィの強い意志に心を動かされ仲間に加わる。
アラバスタ王国・レインベースではレインディナーズの檻に囚われたルフィたちを救出するため、自ら囮となってクロコダイルを建物の外におびき寄せ、サンジがルフィたちを救出する時間を稼いだ。アルバーナでは、ウソップと組みMr.4ペアと対峙。地中戦法を仕掛けるMr.4ペアの弱点を見抜き、ウソップとの連係プレイでMr.4ペアを撃破した。
空島編
空島では不法入国などの罪により、「神の島」にある生贄の祭壇に連行される。メリー号の見張り番を任されるが、神官シュラに襲われ負傷し、メリー号にも傷をつけられ、貰っていたホイッスルでガン・フォールに助けを求める。シュラに敗北を喫して川に落とされたガン・フォールを助けようとして溺れてしまうが、ガン・フォールやピエール共々サウスバードに助けられ、事なきを得る。
サバイバルではルフィらと共に黄金探索組として「神の島」に上陸するが、いきなりはぐれてしまい、さらに神官ゲダツと遭遇。最初は逃げようとしたが自分の手でゲダツを倒す覚悟を決め、片方の靴を脱がし空中でバランスを崩した隙を突いてゲダツを撃破。一足早く上層遺跡に辿り着くが、神官オームに敗れリタイアした。
ウォーターセブン編
ロングリングロングランドでのフォクシー海賊団との「デービーバックファイト」では、2回戦「グロッキーリング」に出場予定だった。だがナミ・ウソップ・ロビン組が1回戦で破れたために、フォクシー海賊団に奪われてしまう。2回戦でゾロ・サンジ組が勝利したことですぐに奪い返された。
ウォーターセブンでは、メリー号の修理費を奪ったフランキー一家の本拠地「フランキーハウス」を、ルフィ・ゾロ・サンジと壊滅させた。その翌日、ロビンの一味からの脱退宣言を仲間に報告。ルフィたちと共に真相を知るべくガレーラカンパニー本社に乗り込みCP9と対峙するも、ナミの身代わりになり、瓦礫の下敷きとなる。その後、炎上するガレーラ本社からアイスバーグとパウリーを救出。ナミからロビン脱退の真相を聞くと、ロビンを奪還するため、エニエス・ロビーに乗り込む。
エニエス・ロビーでのCP9との戦いでは、窮地に陥っていたナミに助太刀し、クマドリと対峙する。しかし、自身最大の攻撃もクマドリを倒すには至らず、六式と生命帰還を駆使した戦法に窮地に追い込まれる。捨て身の覚悟で3つ目のランブルボールを使用し、理性を失った巨大な怪物となり、クマドリを一方的に圧倒した。その後、フランキーやナミ達にも襲い掛かったが、フランキーによって海に落とされたことで暴走は止まった。
事件後、「わたあめ大好きチョッパー」の異名で50ベリーの懸賞金がかけられた。この懸賞金の低さは、自身が麦わらの一味の一員として認識されずにペット扱いされたため。このことと、あまりの低額さにショックを受け、泣き喚いていた。
スリラーバーク編
ナミ・ウソップと共に先にスリラーバークに上陸し、天才外科医として知られるドクトル・ホグバックと出会い感激する。しかし、ゾンビの秘密を探る中で、ホグバックの本性を知る。後にホグバックやシンドリーと対峙した際は、死体を蘇らせ服従させる人の命を冒涜する行為に激怒した。その後、一味総出でルフィの影を入れられたスペシャルゾンビ・オーズを撃破した。
頂上戦争編
シャボンディ諸島では、シャッキーの店や遊園地を訪れる。ケイミー解放後、パシフィスタを一味総出で撃破するが、その直後に現れた大将黄猿らの猛攻に追い詰められ、バーソロミュー・くまによって南の海のトリノ王国に飛ばされる。原住民と巨大鳥との戦争に巻き込まれるが、双方の誤解を解き和解に導いた。巨大鳥に乗ってシャボンディ諸島に向かう途中、新聞に載っていた「16点鐘」事件からルフィのメッセージを読み取り、引き返す。そして、原住民が有していた高度な製薬技術の学習と、島の独自の生態系の研究を始める。

### 最後の海 新世界編
2年間の研究による強化と身体的成長の結果、新七段変形を用いるようになった（後述）。
魚人島編
巨大鳥にシャボンディ諸島まで送り届けてもらい5番目に到着。ニセ麦わらの一味に騙されて誘拐されるが、その後運良く本物の仲間達と再会した。
魚人島では、興奮による出血多量で倒れたサンジの看病に追われる。ギョンコルド広場では、新魚人海賊団幹部ドスンと対決し、強化した変形「怪物強化」を駆使した一撃で勝利した。
パンクハザード編
サニー号に待機していたが船上で眠らされ、シーザーの部下に誘拐される。閉じ込められた部屋から脱出後、シーザーの実験に利用されていた子供たちと遭遇。彼女らを連れて研究所から脱出したところ、ローの能力で精神を入れ替えられ、サンジの身体に入る。ルフィたちと合流した後、子供たちがシーザーに覚醒剤「NHC10」を過剰投与させられたことで薬物中毒に陥っていることを知り、子供たちを助け出すため、ローの袋に入ってシーザーの研究所に潜入。ドラッグの構造を調べ鎮静剤を入手した後、ひとり正気を取り戻したモチャと協力し、暴れる子供たちにキャンディを食べさせないよう奮闘。海軍G-5の協力もあり、子供たちの救出に成功した。
ドレスローザ編
ドレスローザでは、「サニー号安全確保チーム」として船番をする。ジョーラに襲撃され、芸術作品に変えられてしまったが、ブルックの活躍で元に戻る。一旦ドレスローザに戻ろうとしたが、四皇ビッグ・マムの海賊船が現れたことで、一足先に次の目的地「ゾウ」に向かう。
ドレスローザでの一件の後、懸賞金が100ベリーに上がる。手配書の写真は、新世界編の姿に更新された。
ゾウ編
ビッグ・マムの海賊船から逃げ切り、その翌日「ゾウ」に上陸。シーザーの毒ガス兵器で制圧されたモコモ公国の惨状を目の当たりにし、シーザーを脅してガスを中和させミンク達の救護活動に努め、瀕死の重傷を負ったイヌアラシとネコマムシを治療した。このことでミンク達から恩人として感謝されるようになる。
ルフィ達がゾウに到着する2日前、ゾウに上陸してきたビッグ・マム傘下のベッジにサンジを連れて行かれてしまう。ルフィ達が到着するとそれまでのことを話し、サンジが連れて行かれた責任を取るため、ルフィのサンジ奪還に同行する。
ホールケーキアイランド編
ホールケーキアイランドの「誘惑の森」で、ブリュレの能力で鏡の中の世界に閉じ込められ、キャロットと共にさ迷うことになる。しかし、ブリュレの能力を逆に利用することで、ブリュレ一派を倒すことに成功。捕らえたブリュレの能力を利用して、仲間を次々と鏡の世界に引き込んで救出した。
結婚式当日、ホールケーキ城崩壊に乗じて会場から脱出した後、ブルックと共にシャークサブマージ3号を回収して、サニー号に戻る。先回りしていたペロスペローらに拘束され殺されかけたが、ペドロの自爆攻撃で助けられた。ビッグ・マムがサニー号に乗り込んできた際は、船を守るため応戦した。
ワノ国編
錦えもんの能力で忍者「チョパえもん」の衣装になる。カイドウに襲われ重傷を負ったお玉を治療し、その後はモモの助達と共に編笠村に身を隠していたが、九里ヶ浜に記憶喪失状態で漂着したビッグ・マムと遭遇。ルフィを救出するため、いつビッグ・マムの記憶が戻るかわからない不安に駆られながら、彼女らと共に兎丼の囚人採掘場に向かう。兎丼制圧後、「疫災弾」の奇病ミイラに侵されたルフィや囚人たちを治療した。
鬼ヶ島への討ち入りでは、ウソップと共にブラキオタンク5号に乗り敵陣へ突入する。ドクロドームのライブフロアで、クイーンが「氷鬼」をばら撒くと、ゾロがアプーから奪った抗体を受け取り、自身もウイルスに感染しながらも抗体を完成させた。巨大化してクイーンと交戦するも敵わず、駆けつけたサンジにゾロの治療を託される。
ワノ国編後、懸賞金が1000ベリーに上がるも、未だペット扱いであることに不満を爆発させた。
エッグヘッド編
エッグヘッド近海で強風により海に落下するも、ジンベエに助けられ、同じく助けられたルフィやボニーと共にエッグヘッドに上陸する。研究層に到着した後、ロビンや「猫」アトラスと共に、失踪したベガパンク「本体」の捜索に乗り出す。セラフィムを鎮圧した後は、戦いで負傷したロビンの救護を担い、ナミ達と共に研究層裏口に待機する。
エルバフ編
エルバフへ向かう航路でロードに誘拐されるも、「神殿」で仲間と合流して脱出。巨人達に案内されエルバフを冒険する。

## 戦闘方法
チョッパーは通常の動物系能力者が持つ3つの変身形態に加え、複数の変身形態を持っている。

### 通常の変形
通常の動物系能力者が持つ能力と同じ、人型・獣型・人獣型の3形態。
脚力強化（ウォークポイント）
動物系能力者の「獣型」と同様。チョッパーのトナカイとしての本来の姿。新世界編ではより大型化し、角も成長している。
重量強化（ヘビーポイント）
動物系能力者の「人型」と同様。戦闘時は高い筋力を持つこの形態となることが多い。新世界編ではより大きく筋肉質な体になり、「化物じみた（ゾロ談）」容姿となっている。
重量ゴング（ヘビーゴング）
「重量強化」状態でのパンチ。「エニエス・ロビー編」で初使用。岩をも砕く威力で、新世界編では大きな鉄のハンマーも受け止められるほど強化されている。
頭脳強化（ブレーンポイント）
動物系能力者の「人獣型」と同様。新世界編でも外見は変わっていない。
診断（スコープ）
両手の蹄を合わせてその中から相手を覗き、相手の弱点を診つける。この時、グリッド線のような模様が視界に浮かび上がる。「ドラム島編」で初使用。

### ランブルボールによる変形
チョッパーが長年の研究で開発した、動物系悪魔の実の変形の波長を狂わせる丸薬「ランブルボール」による変身形態。服用すると3分間、通常の3形態に加えてさらに4形態、合わせて七段変形を可能としている。
ランブルボールはいわば「本来不可能な変形を無理矢理可能にする劇薬」である。それゆえに服用すれば通常有り得ない形態への変形を可能とするが、適量は6時間に1つとされる。6時間以内に2つ服用すると薬効が重複し、変形の波長が狂い過ぎて七段変形を上手くコントロールできなくなり、思い通りの形態に変化することが難しくなる。さらに3つ目を服用すると狂いすぎた波長により変形能力が暴走し、「巨大な怪物（モンスター）」に変形し理性も失ってしまう。この形態になると、CP9のクマドリを一方的に叩きのめす程のパワーと攻撃力を得ることができるが、命に関わる程体力の消耗が激しく、変形が解けた後は反動でしばらく動けなくなる。3つ目を服用した際の巨大な形態も悪魔の実の能力によるものであるため、海に落ちれば変形が解けて暴走が収まる。
飛力強化（ジャンピングポイント）
跳躍力が飛躍的に向上する、回避用の形態。人獣型・人型の間。外見は二足歩行+下肢のみ獣型+両手は人型に近い+角の無い獣型の顔。新世界編では他の形態に統合された。
毛皮強化（ガードポイント）
全身を顔・足の先を除いて長い毛で覆い、球形になる。人獣型・獣型の間。外見は四足歩行+人獣型の顔+球状の身体。敵の攻撃の防御に使用されるが、毛で覆っているだけなので炎などには弱い。アニメではこの形態を解くと、余分な毛は弾ける様に抜け落ちて何処へともなく消える。
新世界編ではランブルボールなしで変形が可能となり、毛の範囲が大幅に拡大しており、耐久力も上昇している。
チョッパー戦車
大量の銃を毛皮に仕込み、敵に一斉掃射する。劇場版『Z』で使用。
腕力強化（アームポイント）
上半身が強化され、蹄による強力な攻撃を見舞う。人型・人獣型の間。外見は二足歩行+筋骨隆々とした両腕+獣型の顔。新世界編では他の形態に統合された。
刻蹄 桜（こくてい ロゼオ）
自慢の蹄でパンチを打ち込み、桜のような蹄の跡を残す。「ドラム島編」で初使用。
刻蹄 桜吹雪（こくてい ロゼオミチエーリ）
連続で放つ「刻蹄 桜」。「エニエス・ロビー編」で初使用。チョッパー曰く「最高の攻撃」で、鉄塊「剛」を打ち破り、クマドリの体に無数の蹄の跡を残した。

刻蹄 十字架（こくてい クロス）
両手の蹄を合わせて殴りつけ、十字架のような蹄の跡を残す。「空島編」で初使用。
刻蹄 菱形（こくてい ダイヤモンド）
両手の蹄を合わせて殴りつけ、菱形の蹄の跡を残す。対トビウオライダーズ戦で使用。「刻蹄 十字架」（蹄を外側に開いて合わせる）と異なり、内側に向けて合わせる。

角強化（ホーンポイント）
角が巨大になり形も複雑になる、チョッパー曰く「とっておきの変形点」。獣型・人獣型の間。外見は四足歩行+人型に近い手足+背中の毛がふさふさになる+巨大な角。
新世界編ではランブルボールなしで変形が可能となり、地中を高速で掘り進む事が可能になった。外見も四足歩行から人間の子供に近い小柄な体型（二足歩行）+肥大化した両腕+巨大な角（形状も以前とは異なり、左右ではなく前方に伸びている）に変化。背中の毛は以前と同様。その姿はルフィ曰くクワガタ。
桜並木（ロゼオコロネード）
「角強化」状態で敵に突進し、角で相手を跳ね飛ばす。対フランキー一家戦で使用。
角砲11（かくほうエルフ）
「角強化」状態で地中から飛び出し、その勢いのまま相手に突撃する。対ドスン戦で使用。

### 新世界編の変形
新世界編では、従来の七段変形を強化一新。6つはランブルボールなしで自由に変形可能になり、それぞれの形態も姿や能力が大きく強化された。「飛力強化」と「腕力強化」は他の変形点に統合され、さらに意識を保ったままでの「怪物形態（暴走状態）」への変形も、ランブルボール1つで可能になった。
柔力強化（カンフーポイント）
軽快なフットワークでカンフーを繰り出す。外見は二足歩行+人獣型の顔+平べったい体型+筋骨隆々とした腕。新世界編では、この形態を戦闘で主に使用している。
怪物強化（モンスターポイント）
新世界編では唯一、ランブルボールの服用が必要な変形。3分間、身体全体が怪物のように大きく変化し、「重量強化」以上の超パワーを得る。暴走状態とは違い、変形しても理性を失う事はないが、変形が解けた後は全身疲労で数時間身動きが取れなくなる。ワノ国編ではシーザーの協力で巨大化時間が30分に延長されたが、効果が切れるとしばらくの間掌に乗るほど小型化し、年寄りのような口調になる「ベビジジーチョッパー」に変化してしまう副作用を抱えている。
刻蹄 椰子（こくてい パルメ）
「怪物強化」状態で、相手を薙ぎ払う平手打ち。鉄のハンマーをも破壊する威力がある。対ドスン戦で使用。

### その他
チョパファージ霧砲（ネブライザー）
大砲から「氷鬼」の抗体ウイルスを搭載した砲弾を発射し、着弾すると霧状に抗体ウイルスが広がる。ワノ国編で使用。

### 連携技
ウソッチョハンマー彗星

ロビッチョスープレックス
対ホグバック戦で使用。敵を抱きかかえたチョッパーの足裏に、ロビンが「脚場咲き」で足を咲かせ、高所からスープレックスを仕掛けるという技らしいが、緊急事態に陥ったため中断した。
パイレーツドッキング6

フラッパーゴング
対オーズ戦で使用。チョッパーの「重量ゴング」とフランキーの「ストロングハンマー」の同時攻撃。
空軍刻蹄桜シュート（アルメ・ド・レールこくていロゼオシュート）
対オーズ戦で使用。サンジがチョッパー（腕力強化）を蹴り飛ばし、チョッパーが「刻蹄桜」を打ち込む。通常よりもはるかに大きな蹄の跡を残す。
ゴムゴムのヘビースタンプ

## プロフィール
- 所属：Dr.くれはの助手→麦わらの一味船医
- 懸賞金：50ベリー→100ベリー→1000ベリー
- 出身地：偉大なる航路 ドラム島 サクラ王国（旧ドラム王国）
- 年齢：（人間に換算して）15歳[4]→17歳
- 誕生日：12月24日[5]
- 身長：90cm（人獣型）[6]
- 星座：やぎ座[7]
- 血液型：X型[3]
- 好きな島と季節：冬島の春[8]
- 入浴頻度：3日に1回[9]
- 就寝・起床時間：午後9時 - 午前7時（+昼寝）[10]
- 食事関連
  - 好きな食べ物：わたあめ、チョコレート、甘いもの全般[11]
  - 嫌いな食べ物：辛いもの全部（甘くないから）[12]
  - 得意料理：ミックスジュース[13]
  - 氷：食べる[14]
  - 目玉焼きの好み：両面・しっかり、シロップ[15]
  - ワノ国の好物：いちご大福[16]
  - 一味内での酒の強さランキング：10位（最下位）[17]
- イメージ関連
  - イメージナンバー：06[18]
  - イメージカラー：    ピンク[18]
  - 家族に例えると：末っ子[19]
  - イメージ花：チューリップ[20]
  - イメージ国：カナダ[21]
  - 都道府県に例えると：富山県[22]
  - 職業に就いていたとしたら：小学校の先生[23]
- 人気投票順位：4位（第2回 - 第4回）→7位（第5回・第6回）→16位（第7回）[24]

## キャスト
声優
- 大谷育江（テレビアニメ版）
- 伊倉一恵（テレビアニメ版・代役）

俳優
- 石橋直也（『スーパー歌舞伎II ワンピース』人型〈2015年・2016年〉）
- 市川猿（日下部大智）（『スーパー歌舞伎II ワンピース』人獣型〈2015年 - 2018年〉）
- 三瓶由騎（『スーパー歌舞伎II ワンピース』人獣型〈2015年〉）
- 二代目市川右近（『スーパー歌舞伎II ワンピース』人獣型〈2017年〉）
- ミカエラ・フーヴァー（実写ドラマ版）

作者によれば、「客にこび甘ったれた『マスコットキャラ』という奴らが嫌いだった」ため、当初チョッパーの口元を本物のトナカイと同じく隆起させ、チョッパーの可愛さは「健気さ」で表現しようとしていた。しかし、アニメでの小泉昇の描く可愛らしいチョッパーと、声優の大谷育江の「反則もの」の声に感化され、「ちゃんとチョッパーには中身がある。顔が可愛くても媚びては見えまい」と考えを変えて、「マスコット・チョッパー」を徹底的に解禁した。

## その他
彼を主人公とした番外編「チョッパーマン」がある。
2020年11月7日、2016年に発生した熊本地震からの復興プロジェクトである「麦わらの一味 ヒノ国復興編」の一環として、熊本市動植物園（熊本市東区）に等身大のチョッパーの銅像が設置された。
『スーパー歌舞伎II ワンピース』では、大監獄インペルダウンで瀕死となったルフィの夢に現れ、励ます役どころとして登場する。

### 他作品への出演
CROSS EPOCH
ドラゴンボールとのコラボ漫画。クリチョパ海上列車コースターの運営者としてクリリンと共に登場。ミスター・サタンが王になったことで、ある場所へ向かうことになる。途中で現れたピッコロとゾロを完全に列車強盗と勘違いしていた（実際、ゾロとピッコロは目的地が同じと知るまで、列車を奪って目的地へ行こうとしていた）。
外部出演ゲーム作品
- ジャンプスーパースターズ
- バトルスタジアム D.O.N
- ジャンプアルティメットスターズ
- モンスターストライク
- パズル&ドラゴンズ
- グランブルーファンタジー